# Mohamed Bentaibi
Mohamed Bentaibi – marokański piłkarz grający na pozycji napastnika. W swojej karierze grał w reprezentacji Maroka.

## Kariera reprezentacyjna
W 1980 roku Bentaibi został powołany do reprezentacji Maroka na Puchar Narodów Afryki 1980. Na tym turnieju rozegrał jeden mecz, półfinałowy z Nigerią (0:1). Z Marokiem zajął 3. miejsce w tym turnieju.